# Ернст фон Зайн-Витгенщайн-Хомбург
Ернст фон Зайн-Витгенщайн-Хомбург (на немски: Ernst von Sayn-Wittgenstein-Homburg; * 8 април 1599 в Берлебург; † 20 март 1649 в замък Хомбург, Хомбург, Саарланд) от рода Зайн-Витгенщайн е граф на Зайн-Витгенщайн, господар на Хомбург (1635 – 1643), шведски полковник на кавалерията.
Той е син на граф Георг II фон Зайн-Витгенщайн-Берлебург (1565 – 1631) и първата му съпруга графиня Елизабет фон Насау-Вайлбург (1572 – 1607), дъщеря на граф Албрехт фон Насау-Вайлбург и Анна фон Насау-Диленбург.
Брат е на графовете Лудвиг Казимир фон Зайн-Витгенщайн-Берлебург (1598 – 1643), Георг III фон Зайн-Витгенщайн-Берлебург (1605 – 1680) и полубрат на Бернхард фон Зайн-Витгенщайн-Ноймаген (1622 – 1675).

## Фамилия
Ернст се жени 1635 г. за Елизабет фон Зайн-Витгенщайн (* 4 септември 1609; † 8 декември 1641), дъщеря на граф Лудвиг II фон Зайн-Витгенщайн-Витгенщайн (1571 – 1634) и Юлиана фон Золмс-Браунфелс (1578 – 1634). Те имат децата: 
- Георг Лудвиг (1637 – 1661)
- Катарина Елизабет (1639 – 1671), омъжена 1661 г. за граф Лудвиг Ернст фон Льовенщайн-Вертхайм-Вирнебург (1627 – 1681)
- Вилхелм Фридрих (1640 – 1698), граф на Сайн-Витгенщайн-Хомбург, женен на 8 септември 1673 г. за Анна Мария Магдалена фон Сайн-Витгенщайн-Хоенщайн (1641 – 1701)
- Анна Амалия (1641 – 1685), омъжена 1663 г. за граф Казимир фон Липе-Браке (1627 – 1700)
- дете

Ернст се жени втори път на 11 септември 1642 г. във Валдек за графиня Кристина фон Валдек-Вилдунген (* 29 декември 1614; † 7 май 1679 в Хомбург), дъщеря на граф Кристиан фон Валдек-Вилдунген (1585 – 1637) и графиня Елизабет фон Насау-Зиген (1584 – 1661). Те имат децата:
- Филип Ернст (1645 – 1673), убит в дуел
- Йосиас († 1647)
- Кристиан (1647 – 1704), женен ок. 1673 г. за графиня Кристиана Магдалена фон Лайнинген-Дагсбург-Харденбург (1650 – 1683)
- Карл Ото († 1709)
- Кристиана Елизабет (1643 – 1678), омъжена на 26 май 1663 г. за граф Фридрих фон Насау-Вайлбург (1640 – 1675)